# 肅川農業大學
肅川農業大學（：／），成立於1984年，是一所位於朝鲜民主主义人民共和国平安南道肅川郡的农林类大学。